# Géographie de la Manche
La Manche fait partie de la région Normandie. Elle est limitrophe des départements du Calvados, de l'Orne, de la Mayenne et d'Ille-et-Vilaine. Incluant la péninsule du Cotentin, le département est baigné par la mer de la Manche sur toute sa façade ouest, ainsi qu'au nord et au nord-est, sur 350 kilomètres de côtes.
Historiquement, la Manche se divise en deux pays, le Cotentin et l'Avranchin. Les terroirs sont la Hague, le Val de Saire, le Bocage valognais, la côte des Isles, le Plain, le Coutançais, le Saint-Lois et l'Avranchin.
| \| 25 km1:656 000 Capitale nationale Capitale régionale Préfecture de département Sous-préfecture Autres villes ou villages \| MANCHE Baie de Seine Îles Chausey Calvados Orne Mayenne Ille-et-Vilaine Îles Saint-Marcouf Le Mont-Saint-Michel Tombelaine Saint-Lô Avranches Cherbourg-Octeville Coutances Agneaux Agon-Coutainville Barneville-Carteret Brécey Bréhal Bricquebec Carentan Condé-sur-Vire Créances Donville-les-Bains Ducey Équeurdreville-Hainneville Granville Isigny-le-Buat La Glacerie Les Pieux Marigny Montebourg Mortain Percy Périers Picauville Pontorson Querqueville Saint-Amand Saint-Hilaire-du-Harcouët Saint-James Saint-Martin-des-Champs Saint-Pair-sur-Mer Saint-Sauveur-le-Vicomte Saint-Vaast-la-Hougue Sourdeval Torigni-sur-Vire Tourlaville Urville-Nacqueville Valognes Villedieu-les-Poêles Saint-Martin-de-Chaulieu · 366 m |
| 25 km1:656 000 Capitale nationale Capitale régionale Préfecture de département Sous-préfecture Autres villes ou villages |

| 25 km1:656 000 Capitale nationale Capitale régionale Préfecture de département Sous-préfecture Autres villes ou villages |

| \| 25 km1:656 000 Capitale nationale Capitale régionale Préfecture de département Sous-préfecture Autres villes ou villages \| MANCHE Baie de Seine Îles Chausey Calvados Orne Mayenne Ille-et-Vilaine Îles Saint-Marcouf Le Mont-Saint-Michel Tombelaine Saint-Lô Avranches Cherbourg-Octeville Coutances Agneaux Agon-Coutainville Barneville-Carteret Brécey Bréhal Bricquebec Carentan Condé-sur-Vire Créances Donville-les-Bains Ducey Équeurdreville-Hainneville Granville Isigny-le-Buat La Glacerie Les Pieux Marigny Montebourg Mortain Percy Périers Picauville Pontorson Querqueville Saint-Amand Saint-Hilaire-du-Harcouët Saint-James Saint-Martin-des-Champs Saint-Pair-sur-Mer Saint-Sauveur-le-Vicomte Saint-Vaast-la-Hougue Sourdeval Torigni-sur-Vire Tourlaville Urville-Nacqueville Valognes Villedieu-les-Poêles Saint-Martin-de-Chaulieu · 366 m |
| 25 km1:656 000 Capitale nationale Capitale régionale Préfecture de département Sous-préfecture Autres villes ou villages |

| 25 km1:656 000 Capitale nationale Capitale régionale Préfecture de département Sous-préfecture Autres villes ou villages |

## Description
Le département de la Manche tient son nom de la mer où il s'avance en presqu'île, à l'est des îles anglo-normandes d'Aurigny, Guernesey, Jersey, Sercq, Herm, les Écréhou et les Minquiers. Il a été formé de pays de la Basse-Normandie : le Cotentin, ou diocèse de Coutances, l'Avranchin, ou diocèse d'Avranches, et de quelques lambeaux de bocage normand. Sa superficie étant de 5 928 km2, il est le 48e département sous ce rapport.

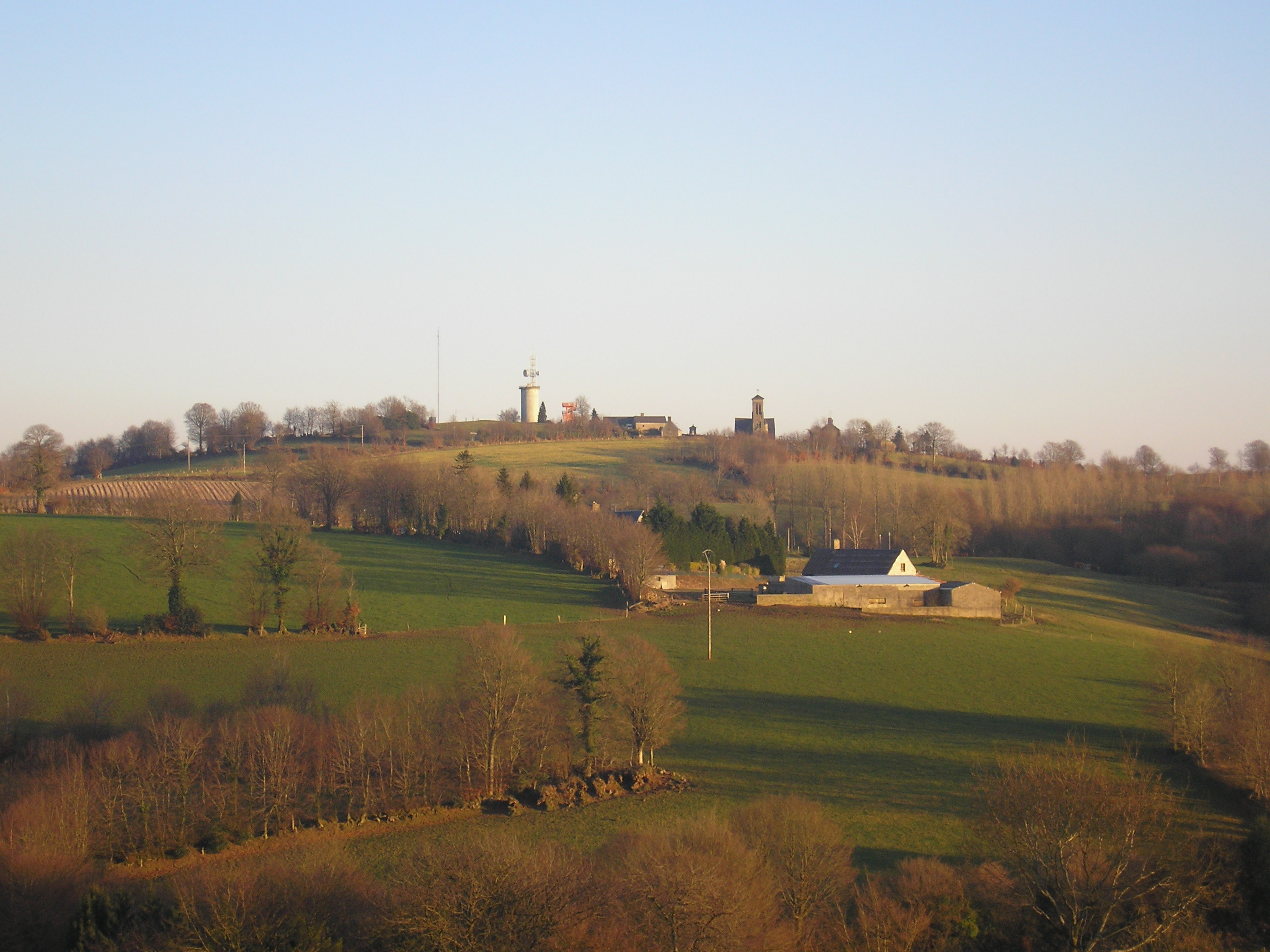
Saint-Martin-de-Chaulieu, point culminant du département

Entouré de trois côtés par la mer, son territoire est sillonné de collines qui s'élèvent graduellement du nord au sud, où elles forment des amas de rochers pittoresques aux alentours de Mortain. C'est au nord de cette ville, à Chaulieu, que se trouve le point culminant : 366 mètres. Coutances est à 25 mètres d'altitude, Saint-Lô à 33 mètres, le mont Saint-Michel atteint 75 mètres, le Nez de Jobourg à 128 mètres. L'altitude moyenne est d'environ 90 mètres.
La côte présente un développement de 330 kilomètres, sur une mer sauvage et souvent hérissée d'écueils. Le raz Blanchard à l'ouest, est le plus redouté des marins, ainsi que le long passage de la Déroute, côtoyant le Cotentin et Jersey. Généralement bordée de hautes falaises au nord, où elle se termine par la pointe de Barfleur et le cap de la Hague, elle présente ailleurs de vastes grèves, notamment celles des Veys, à l'embouchure de la Vire, et celles de la baie du Mont-Saint-Michel ; elle compte de nombreuses criques et une douzaine de ports ou havres, dont les principaux sont le port militaire de Cherbourg et le port marchand de Granville. Dans la rade de la Hougue, se réfugièrent plusieurs vaisseaux lors de la défaite navale de 1692.
Sauf quelques ruisseaux du bassin de la Loire, tous les cours d'eau sont tributaires de la Manche. Les principaux sont la Vire, qui arrose Saint-Lô et se jette dans la baie des Veys, la Taute, qui arrose Carentan et forme avec la Douve, traversant de vastes marais, un bassin en éventail très ouvert du nord au sud. La Divette finit à Cherbourg, l'Hay au havre de Saint-Germain, et la Sienne au havre de Regnéville, après avoir recueilli la Soulles, venue de Coutances. La Sée, rivière d'Avranches, la Sélune, où tombe la Cance, venant de Mortain, et le Couesnon, baignant Pontorson, convergent en manière d'éventail vers la baie du Mont-Saint-Michel, où ils continuent, à marée basse, leur cours à travers la grève.
Le cours inférieur des rivières maritimes et les canaux de Vire-et-Taute, du Plessis et de Coutances, étaient autrefois navigables.
Le climat est essentiellement tempéré, grâce aux vents de mer ; bien que très humide, il est sain, sauf dans les régions marécageuses du bassin de la Douve. Les pluies, fines et fréquentes, donnent une hauteur d'eau annuelle variant entre 75 centimètres à Saint-Lô, et 1 mètre au cap de la Hague.
La Manche demeure un département très agricole. Grâce aux amendements et à l'humidité du climat, le sol, généralement granitique et schisteux, est productif en céréales, pommes de terre, prairies artificielles et naturelles. Celles-ci sont très étendues, surtout à l'est, région de calcaire et d'alluvion, mais si basse sur la baie des Veys, qu'elle a dû être protégée par la digues contre le flux de l'Océan. Il se fait dans la contrée un élevage considérable de chevaux et de bovins, dont la traditionnelle cotentine, puis normande, est réputée pour la production du lait et du beurre. Les arbres fruitiers sont très multipliés, particulièrement les pommiers et les poiriers, ce département étant un de ceux qui font le plus de cidre. D'admirables jardins maraîchers couvrent les « mielles » du littoral sud-ouest, c'est-à-dire les anciennes dunes sablonneuses fertilisées par la tangue, vase marine riche en calcaire. En outre, le département s'adonne à la pêche côtière et à la grande pêche (poissons, crustacés, huîtres).

Paysages de la Manche :
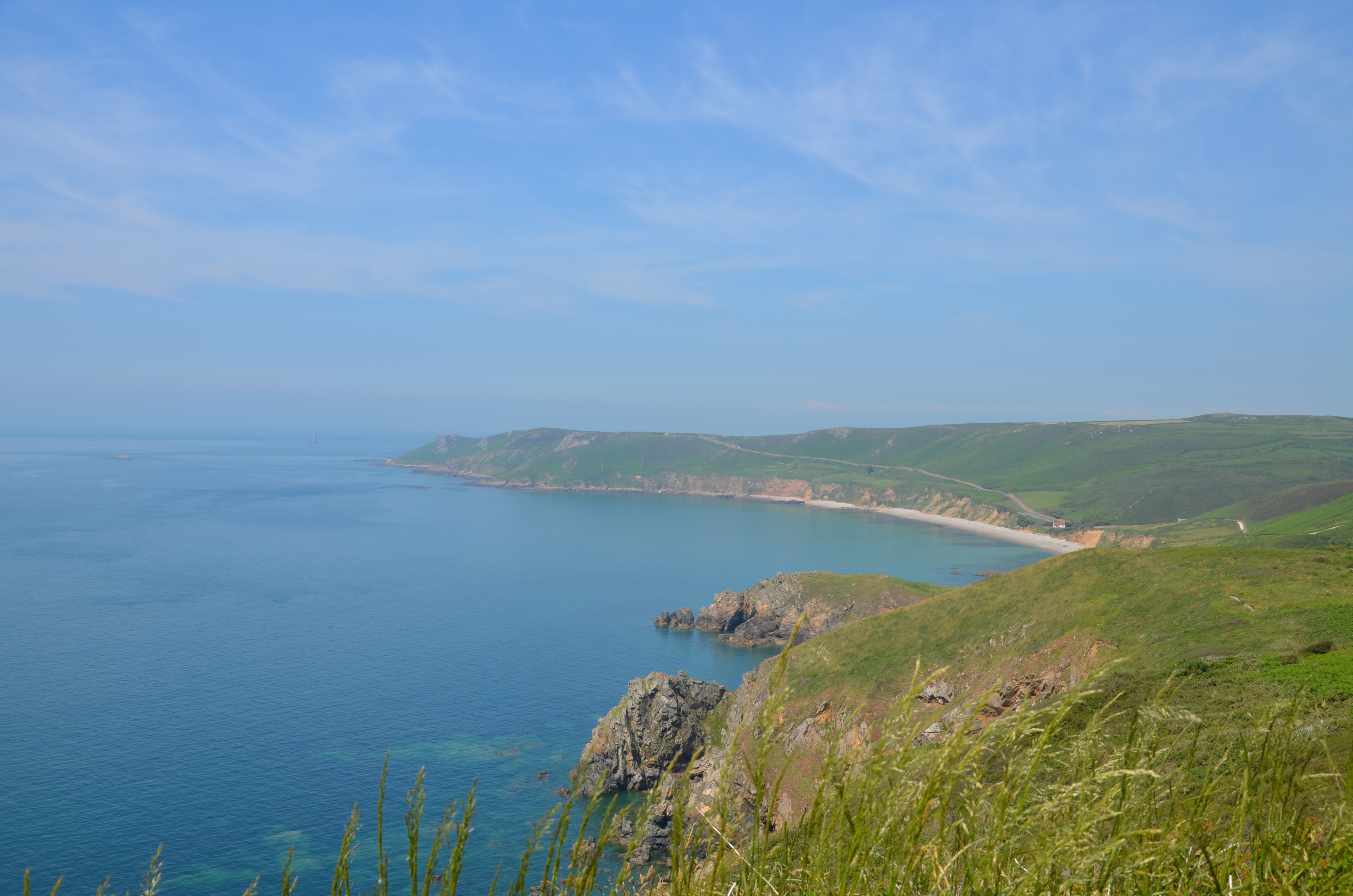
La baie d'Écalgrain depuis le Nez de Voidries, au nord-ouest.
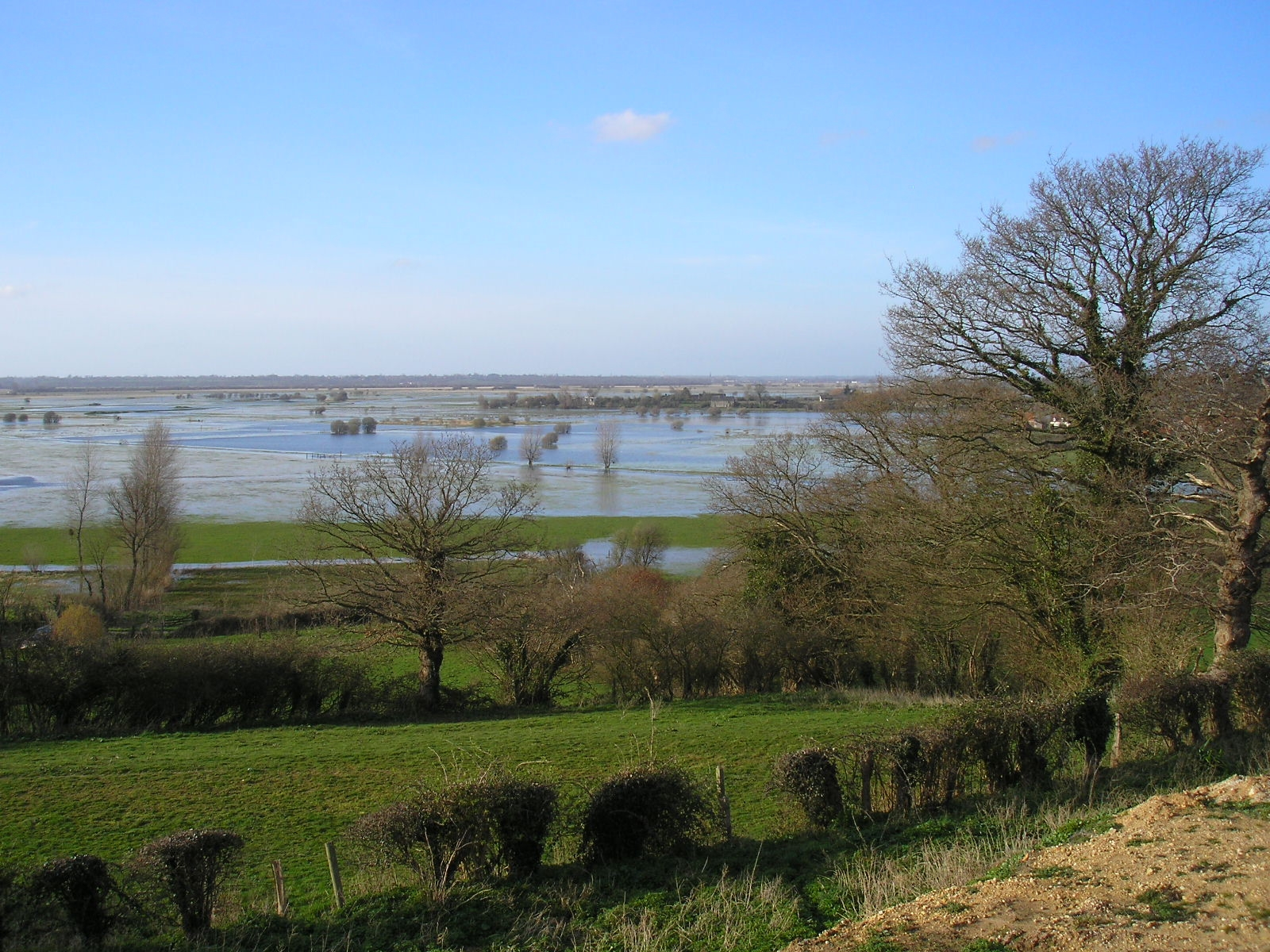
Le marais du Cotentin à Graignes dans l'est.
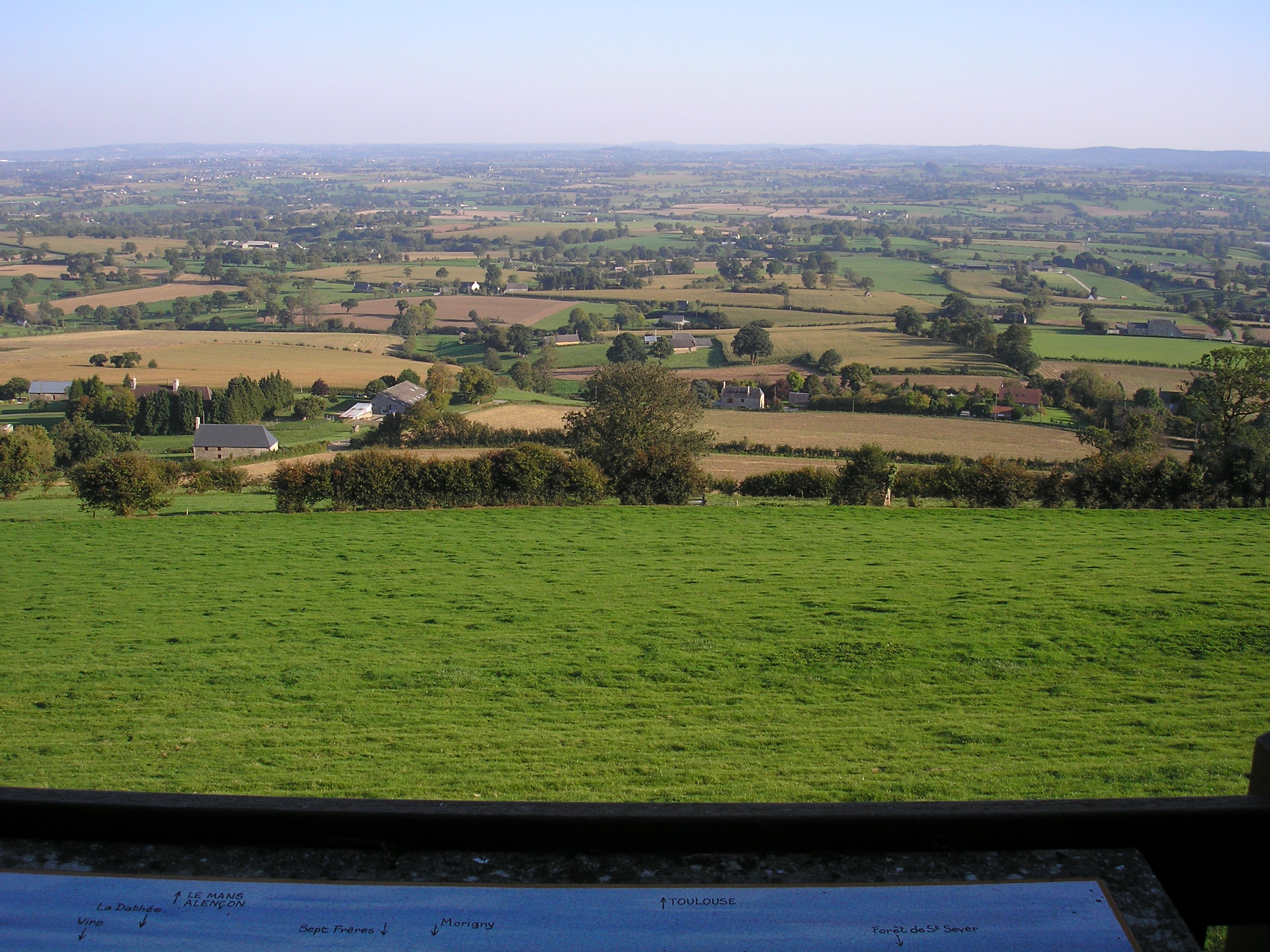
Le bocage virois à Saint-Vigor-des-Monts dans l'est.
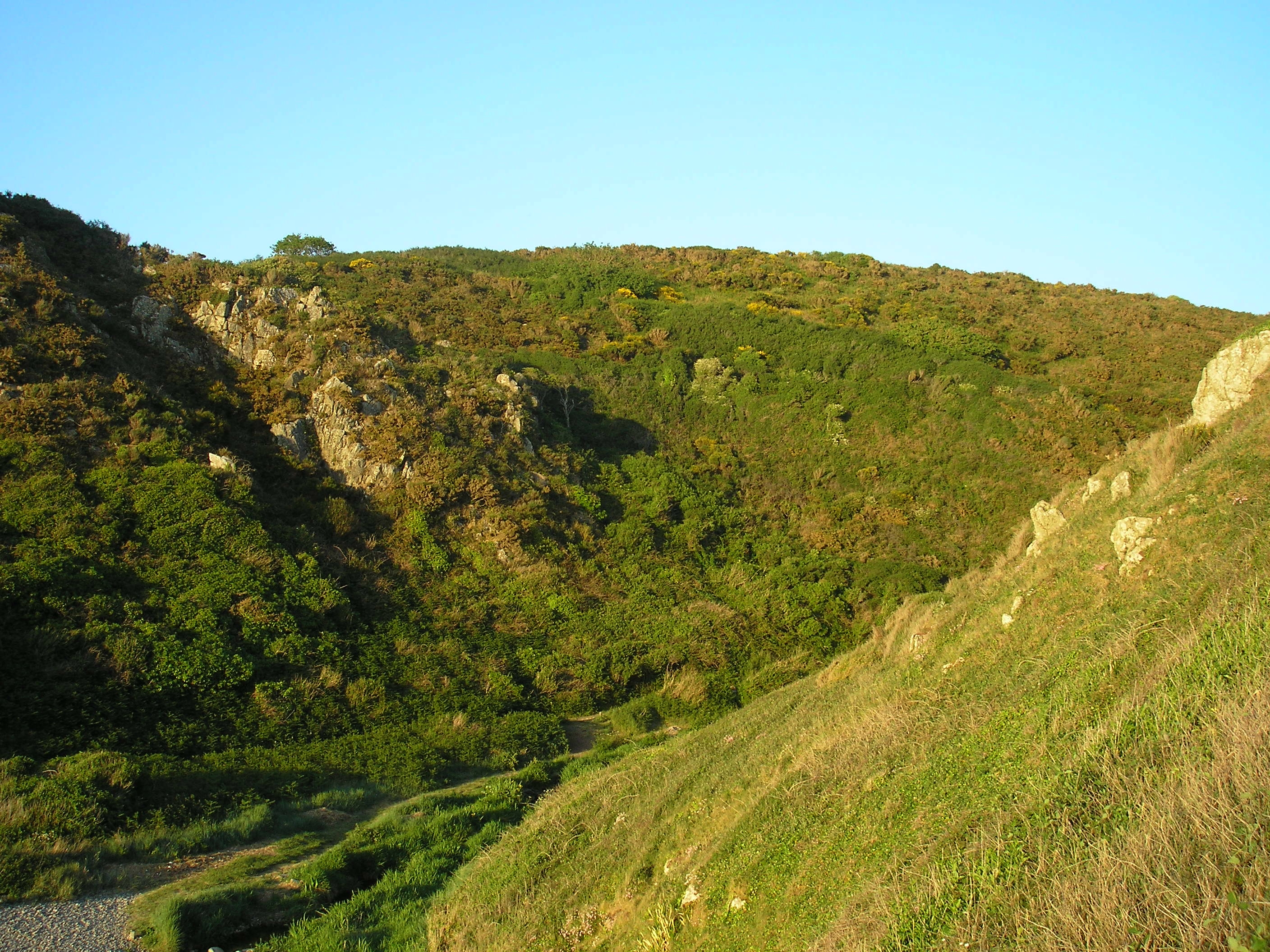
La vallée du Lude à Carolles, au sud-ouest.

## Géologie
Par la géologie, le département se rattache au Massif armoricain.
Les principaux minéraux sont le granit du Cotentin et des îles Chausey, des marbres, des pierres de taille, des ardoises, du kaolin, de la houille, du minerai de fer et, sur les côtes, de la tangue. L'industrie locale a conservé dans la vallée dite « des alliages », autour de Vire et Villedieu-les-Poêles, quelques fonderies, la quincaillerie, la chaudronnerie et la poêlerie, ainsi que l'exploitation de quelques carrières dans le Cotentin.

## Flore
La Manche est proportionnellement le département français qui compte le moins de surface forestière de France. 

## Source
- Alexis Gochet, La France pittoresque du Nord : histoire et géographie des provinces d'Île-de-France, Champagne, Flandre, Artois, Picardie, Normandie et Maine et des départements qu'elles ont formés. Tours : A. Mame et fils, 1896 Sur Gallica